# La masseria delle allodole (película)
La Masseria delle allodole (distribuida como El destino de Nunik y La casa de las alondras) es una película dramática de 2007 escrita y dirigida por Paolo y Vittorio Taviani, protagonizada por Paz Vega, Moritz Bleibtreu, Alessandro Preziosi y Ángela Molina.

## Argumento
Corre el año 1915 en el Imperio otomano, y toda la familia, de origen armenio, está esperando la visita de Assadour, el hermano que dejó su pueblo natal a los 13 años para buscar trabajo en Italia. Ahora, después de haber hecho fortuna en Venecia, el hombre vuelve al país donde nació para que todos conozcan a su esposa y a los dos hijos.
Su hermano Aran ha acondicionado la casa de las alondras para recibirlos, e incluso ha encargado un piano de cola en Viena. En la casa todo el mundo se desvive cocinando los mejores platos de la cocina armenia, pero tanto esfuerzo es inútil: Assadour nunca llegará a su destino porque justo el día en que debería iniciar el viaje se declara la Primera Guerra Mundial e Italia cierra las fronteras.
Empieza así el gran éxodo armenio, una odisea marcada por el hambre, la sed y la voluntad desesperada de las mujeres de esta familia por salvarse de la muerte y de la indignidad.
Solo tres niñas y un niño conseguirán llegar hasta Italia, donde Assadour se ocupará de garantizar su futuro y de conservar la memoria oscura de todos ellos.